# Hamazasp II Arçrouni
Hamazasp II Arçrouni (en arménien : Համազասպ Բ Արծրունիներ) est un naxarar arménien du début du IXe siècle, chef de la maison Arçrouni et prince de Vaspourakan.
Ce prince n'est connu que par l'historien arabe al-Balâdhouri qui raconte, dans son Origine de l'état islamique que « Bougha (...) assiégea alors Ašût ibn-Hamzah ibn Jâjik, le patrice de Al-Busfurrajân », soit le patrice de Vaspourakan Ašot, fils de Hamazasp, fils de Gagik.
Même s'il ne le mentionne pas, l'historien Thomas Arçrouni, auteur de l’Histoire de la maison des Arçrouni nous renseigne sur son épouse. En effet, il signale « la mère d'Ašot, sœur de Sahak et de Bagrat, princes de Taron, femme intelligente, pour la parole, comme pour l'action, non moins pieuse que prudente », et raconte plus loin que « Gourgen dépêcha sa mère, la dame de Vaspourakan au général Bougha (...) le général lui assigna un entretien journalier, conforme au rang de la grande dame Hrip'simé ».
Étant donné que son fils devient prince de Vaspourakan en 836, il est probable que Hamazasp II Arçrouni soit mort à cette date.
|                                                     |                                                     |                                                     |                                                     | Gagik II Arçrouni (prince des Arçrouni)             | Gagik II Arçrouni (prince des Arçrouni)             | Gagik II Arçrouni (prince des Arçrouni)    | Gagik II Arçrouni (prince des Arçrouni)    | Gagik II Arçrouni (prince des Arçrouni)    | Gagik II Arçrouni (prince des Arçrouni)    |                          |                          |                          |                          |                      |                      |                         |                         |                         |                         |                                                            |                                                            |                                                            |                                                            | Achot IV Bagratouni († 826) pr. des pr. d'Arménie          | Achot IV Bagratouni († 826) pr. des pr. d'Arménie          | Achot IV Bagratouni († 826) pr. des pr. d'Arménie | Achot IV Bagratouni († 826) pr. des pr. d'Arménie | Achot IV Bagratouni († 826) pr. des pr. d'Arménie | Achot IV Bagratouni († 826) pr. des pr. d'Arménie |                                                  |                                                  |                                                  |                                                  |  |  |       |       |       |       |       |       |  |  |  |  |  |  |  |  |  |  |  |  |  |  |
|                                                     |                                                     |                                                     |                                                     | Gagik II Arçrouni (prince des Arçrouni)             | Gagik II Arçrouni (prince des Arçrouni)             | Gagik II Arçrouni (prince des Arçrouni)    | Gagik II Arçrouni (prince des Arçrouni)    | Gagik II Arçrouni (prince des Arçrouni)    | Gagik II Arçrouni (prince des Arçrouni)    |                          |                          |                          |                          |                      |                      |                         |                         |                         |                         |                                                            |                                                            |                                                            |                                                            | Achot IV Bagratouni († 826) pr. des pr. d'Arménie          | Achot IV Bagratouni († 826) pr. des pr. d'Arménie          | Achot IV Bagratouni († 826) pr. des pr. d'Arménie | Achot IV Bagratouni († 826) pr. des pr. d'Arménie | Achot IV Bagratouni († 826) pr. des pr. d'Arménie | Achot IV Bagratouni († 826) pr. des pr. d'Arménie |                                                  |                                                  |                                                  |                                                  |  |  |       |       |       |       |       |       |  |  |  |  |  |  |  |  |  |  |  |  |  |  |
|                                                     |                                                     |                                                     |                                                     |                                                     |                                                     |                                            |                                            |                                            |                                            |                          |                          |                          |                          |                      |                      |                         |                         |                         |                         |                                                            |                                                            |                                                            |                                                            |                                                            |                                                            |                                                   |                                                   |                                                   |                                                   |                                                  |                                                  |                                                  |                                                  |  |  |       |       |       |       |       |       |  |  |  |  |  |  |  |  |  |  |  |  |  |  |
|                                                     |                                                     |                                                     |                                                     | Hamazasp II Arçrouni (prince des Arçrouni)          | Hamazasp II Arçrouni (prince des Arçrouni)          | Hamazasp II Arçrouni (prince des Arçrouni) | Hamazasp II Arçrouni (prince des Arçrouni) | Hamazasp II Arçrouni (prince des Arçrouni) | Hamazasp II Arçrouni (prince des Arçrouni) |                          |                          | Hrip'simé Bagratouni     | Hrip'simé Bagratouni     | Hrip'simé Bagratouni | Hrip'simé Bagratouni | Hrip'simé Bagratouni    | Hrip'simé Bagratouni    |                         |                         | Bagrat II Bagratouni prince du Taron pr. des pr. d'Arménie | Bagrat II Bagratouni prince du Taron pr. des pr. d'Arménie | Bagrat II Bagratouni prince du Taron pr. des pr. d'Arménie | Bagrat II Bagratouni prince du Taron pr. des pr. d'Arménie | Bagrat II Bagratouni prince du Taron pr. des pr. d'Arménie | Bagrat II Bagratouni prince du Taron pr. des pr. d'Arménie |                                                   |                                                   | Smbat VIII Bagratouni († 862) sparapet d'Arménie  | Smbat VIII Bagratouni († 862) sparapet d'Arménie  | Smbat VIII Bagratouni († 862) sparapet d'Arménie | Smbat VIII Bagratouni († 862) sparapet d'Arménie | Smbat VIII Bagratouni († 862) sparapet d'Arménie | Smbat VIII Bagratouni († 862) sparapet d'Arménie |  |  | Sahak | Sahak | Sahak | Sahak | Sahak | Sahak |  |  |  |  |  |  |  |  |  |  |  |  |  |  |
|                                                     |                                                     |                                                     |                                                     | Hamazasp II Arçrouni (prince des Arçrouni)          | Hamazasp II Arçrouni (prince des Arçrouni)          | Hamazasp II Arçrouni (prince des Arçrouni) | Hamazasp II Arçrouni (prince des Arçrouni) | Hamazasp II Arçrouni (prince des Arçrouni) | Hamazasp II Arçrouni (prince des Arçrouni) |                          |                          | Hrip'simé Bagratouni     | Hrip'simé Bagratouni     | Hrip'simé Bagratouni | Hrip'simé Bagratouni | Hrip'simé Bagratouni    | Hrip'simé Bagratouni    |                         |                         | Bagrat II Bagratouni prince du Taron pr. des pr. d'Arménie | Bagrat II Bagratouni prince du Taron pr. des pr. d'Arménie | Bagrat II Bagratouni prince du Taron pr. des pr. d'Arménie | Bagrat II Bagratouni prince du Taron pr. des pr. d'Arménie | Bagrat II Bagratouni prince du Taron pr. des pr. d'Arménie | Bagrat II Bagratouni prince du Taron pr. des pr. d'Arménie |                                                   |                                                   | Smbat VIII Bagratouni († 862) sparapet d'Arménie  | Smbat VIII Bagratouni († 862) sparapet d'Arménie  | Smbat VIII Bagratouni († 862) sparapet d'Arménie | Smbat VIII Bagratouni († 862) sparapet d'Arménie | Smbat VIII Bagratouni († 862) sparapet d'Arménie | Smbat VIII Bagratouni († 862) sparapet d'Arménie |  |  | Sahak | Sahak | Sahak | Sahak | Sahak | Sahak |  |  |  |  |  |  |  |  |  |  |  |  |  |  |
|                                                     |                                                     |                                                     |                                                     |                                                     |                                                     |                                            |                                            |                                            |                                            |                          |                          |                          |                          |                      |                      |                         |                         |                         |                         |                                                            |                                                            |                                                            |                                                            |                                                            |                                                            |                                                   |                                                   |                                                   |                                                   |                                                  |                                                  |                                                  |                                                  |  |  |       |       |       |       |       |       |  |  |  |  |  |  |  |  |  |  |  |  |  |  |
|                                                     |                                                     |                                                     |                                                     |                                                     |                                                     |                                            |                                            |                                            |                                            |                          |                          |                          |                          |                      |                      |                         |                         |                         |                         |                                                            |                                                            |                                                            |                                                            |                                                            |                                                            |                                                   |                                                   |                                                   |                                                   |                                                  |                                                  |                                                  |                                                  |  |  |       |       |       |       |       |       |  |  |  |  |  |  |  |  |  |  |  |  |  |  |
| Ašot Ier Arçrouni (816 † 874) prince de Vaspourakan | Ašot Ier Arçrouni (816 † 874) prince de Vaspourakan | Ašot Ier Arçrouni (816 † 874) prince de Vaspourakan | Ašot Ier Arçrouni (816 † 874) prince de Vaspourakan | Ašot Ier Arçrouni (816 † 874) prince de Vaspourakan | Ašot Ier Arçrouni (816 † 874) prince de Vaspourakan |                                            |                                            | Gourgen Arçrouni († 860)                   | Gourgen Arçrouni († 860)                   | Gourgen Arçrouni († 860) | Gourgen Arçrouni († 860) | Gourgen Arçrouni († 860) | Gourgen Arçrouni († 860) |                      |                      | Grigor Arçrouni († 859) | Grigor Arçrouni († 859) | Grigor Arçrouni († 859) | Grigor Arçrouni († 859) | Grigor Arçrouni († 859)                                    | Grigor Arçrouni († 859)                                    |                                                            |                                                            |                                                            |                                                            |                                                   |                                                   |                                                   |                                                   |                                                  |                                                  |                                                  |                                                  |  |  |       |       |       |       |       |       |  |  |  |  |  |  |  |  |  |  |  |  |  |  |